# Jaquet Droz
«Jaquet Droz» (Жаке́ Дро) — старинная марка швейцарских часов класса «люкс». Её основатель Пьер Жаке-Дро стал всемирно известен благодаря созданию интерьерных часов и автоматонов, неэлектрических приборов, имитирующих движения и звуки людей и животных — андроидов.

## История
Пьер Жаке-Дроз, известный пионер часового искусства, родился в 1721 году в швейцарском городе Ла-Шо-де-Фон. Он стал искусным создателем анимированных часов с поющими птицами и фонтанами, музыкальных часов, а также гениальным мастером по созданию автоматических механизмов — автоматонов.

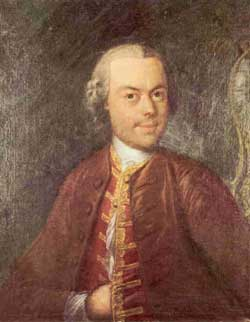
Пьер Жаке-Дро (1721—1790)

В 1738 году Пьер Жаке-Дро открыл свою первую мануфактуру в Ла-Шо-де-Фон, а затем после громкого успеха открыл ещё две мануфактуры в Лондоне (1774) и Женеве (1784), куда приглашал самых искусных мастеров своего времени. Так он положил начало одной из самых престижных торговых марок.
Самыми знаменитыми из его автоматонов стали: пишущий мальчик, девочка, играющая на орга́не, и рисующий мальчик. Благодаря своим творениям, он был представлен королевским дворам Европы (в том числе и России) и Китая. При этом создание автоматонов было лишь способом привлечения внимания знатных людей для продажи часов.
Во время войны в начале XIX века сообщения с лондонской мануфактурой были перекрыты, а бо́льшая часть клиентов «Jaquet Droz» эмигрировали, либо были убиты или разорены, в связи с чем популярность марки пошла на убыль. В 1989 году марку возродила компания Investcomp, на тот момент владевшая маркой «Breguet». В 2000 году «Jaquet Droz» был приобретён компанией «Swatch Group».

## Автоматоны

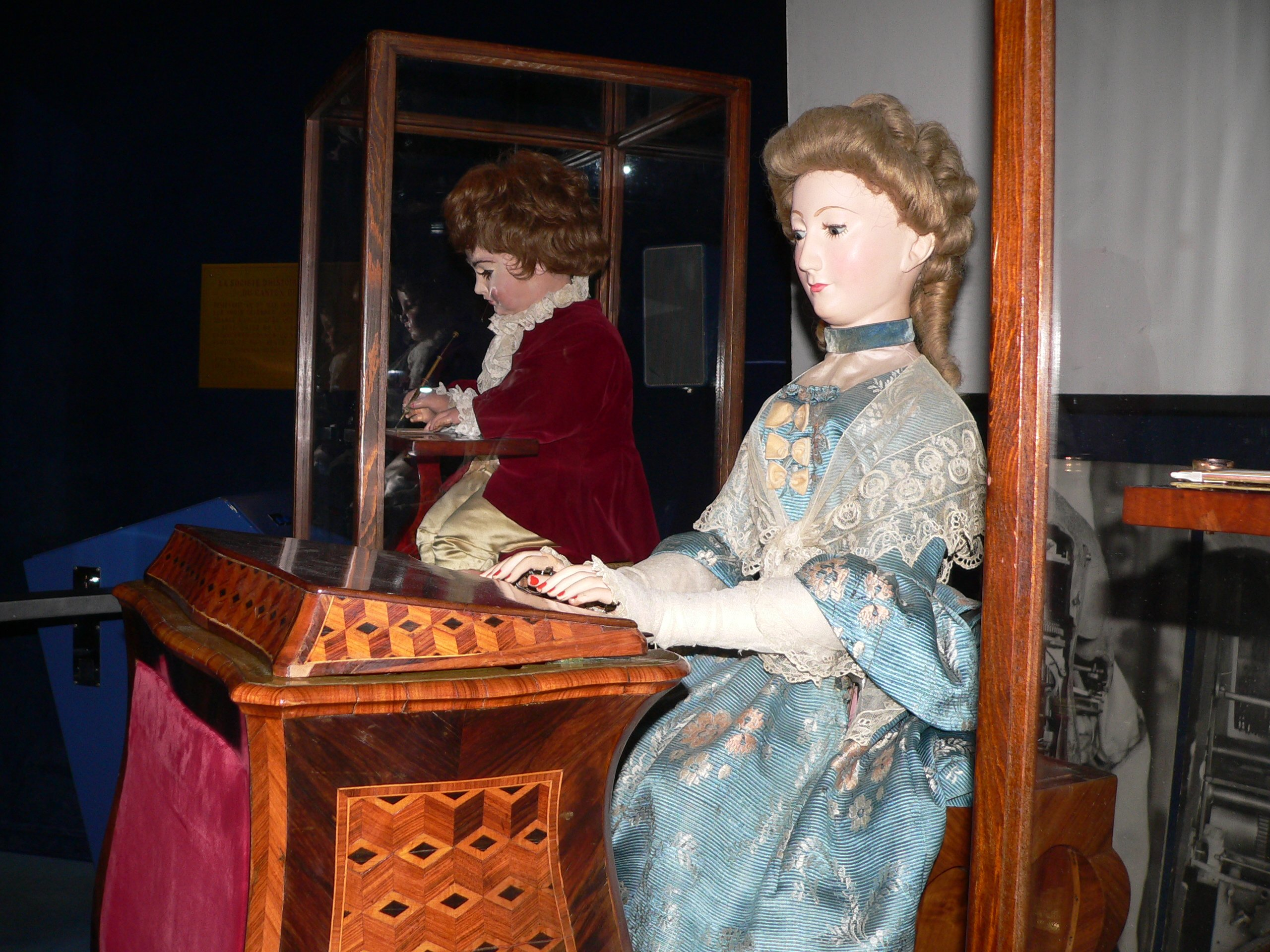
Музыкант

Автоматоны по праву считаются первыми роботами в мире, настолько искусно они были выполнены. Где бы их ни показывали, они всегда производили сенсацию. Сегодня автоматоны можно увидеть в музее Истории и Искусства в Нёвшателе (Швейцария).

### Музыкант
Музыкант — это девушка, играющая на органе и состоящая из 2500 деталей. Музыка не поддельная, она не записана и не проигрывается музыкальной шкатулкой: кукла в самом деле касается пальцами клавиш инструмента, изготовленного по специальному заказу и состоящего из 24 труб. Кукла даже «дышит» (можно увидеть, как двигается грудь) и совершает некоторые движения, как настоящий музыкант, а глаза её следят за тем, куда двигаются пальцы. Девушка может проигрывать пять мелодий, которые были написаны сыном Пьера Жаке-Дроз — Анри-Луи Жаке-Дроз.

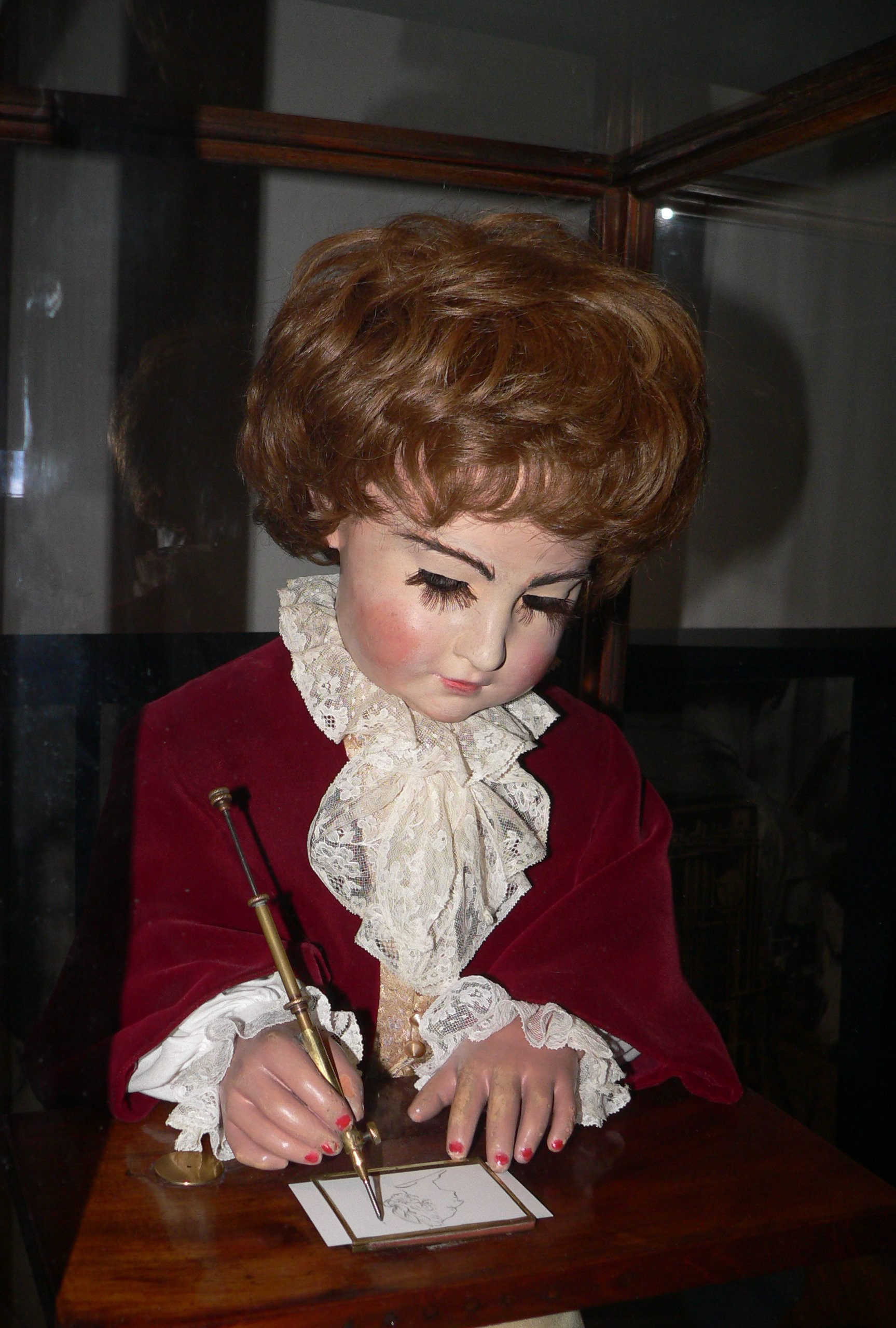
Художник

### Художник
Художник — это автоматон, созданный в 1773 году и состоящий из 2000 деталей. Он может рисовать три картинки: портрет Людовика XV и его собаку с надписью «Mon toutou» (с фр. — мой пёсик), королевскую чету Марию Антуанетту и Людовика XVI, а также сцену с Купидоном, управляющим колесницей, запряжённой бабочками.
Механизм состоит из системы кулачков, которые управляют движением руки в двух измерениях, а также отвечают за подъём карандаша. Помимо этого автоматон ёрзает на стуле и периодически сдувает пыль с карандаша.

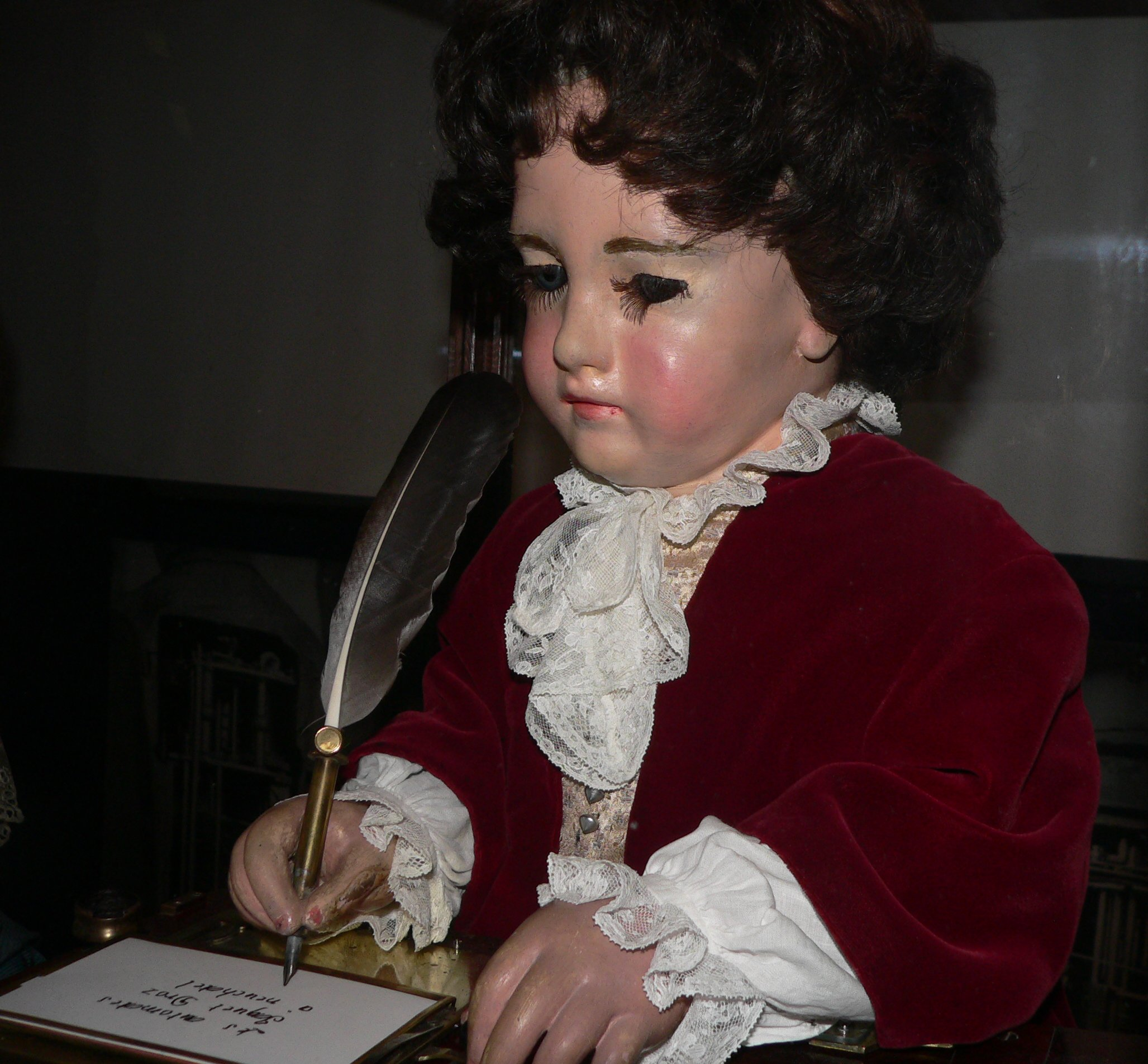
Каллиграф

### Каллиграф
Каллиграф — это самый сложный автоматон, завершённый в 1772 году и состоящий из 6000 деталей. Используя механизм, схожий с рисующим мальчиком, он может писать текст, состоящий из 40 букв. Текст закодирован на колесе и буквы выбираются последовательно друг за другом. Мальчик использует гусиное перо, которое он периодически макает в чернильницу, при этом встряхивает перо, чтобы предотвратить кляксы. Глаза автоматона двигаются вслед за текстом, и голова поворачивается к чернильнице, когда он макает в неё перо.
Сегодня в компании Montres Jaquet Droz можно заказать автоматон-каллиграф, ростом до 80 см. Производство игрушки потребует чуть менее года, в зависимости от того, какое лицо, туловище и платье, а также какие грим, причёску и позу пожелает увидеть клиент.